# Заборье (Чайкинское сельское поселение)
Заборье — деревня в Пеновском районе Тверской области России. Входит в состав Чайкинского сельского поселения.

## География
Расположена на реке Кудь, в 10 км по прямой и в 15 км по автодорогам к северо-западу от районного центра. Непосредственно граничит с деревней Гора.

## Население
| 1859 | 1897 | 2010 |
| ---- | ---- | ---- |
| 53   | ↗69  | ↘12  |

Согласно результатам переписи 2002 года, в национальной структуре населения русские составляли 62 % от общей численности населения в 16 чел., украинцы — 38 %.

## Транспорт
Деревня доступна автотранспортом, рядом с ней проходит автодорога 28Н-1237. Остановка общественного транспорта «Заборье».